# Kyrinskij rajon
Il Kyrinskij rajon (in russo Кыринский район?) è un municipal'nyj rajon del Territorio della Transbajkalia, nell'Estremo Oriente russo. Istituito il 4 gennaio 1926, ricopre una superficie di 16 048,29 chilometri quadrati e ha una popolazione di 10 639 abitanti; il centro amministrativo è il villaggio di Kyra. Il rajon è suddiviso in 14 comuni rurali. Territorio con molti rilievi montuosi; Il maggior fiume del territorio è l'Onon con il suo affluente Kyra.